# Jakub Šofar
Jakub Šofar (vlastním jménem Vladimír Trojánek, * 7. března 1958, Nové Město na Moravě) je český redaktor, publicista, editor a prozaik.

## Život
Až do roku 1977 obyvatel Žďáru nad Sázavou. Po maturitě na místním gymnáziu absolvoval čtyři semestry Vysoké školy ekonomické v Praze, poté dostudoval Filozofickou fakultu Univerzity Karlovy v Praze (1979–1984). Pracoval jako recepční, závozník ČSAD, od roku 1985 v nakladatelství Horizont, od roku 1999 ve vědecko-výzkumné instituci.
Působil ve Tvaru, Salonu Práva a Dobré adrese. Spolupracoval s Českým rozhlasem a s rozličnými českými deníky a časopisy. Autor předmluv a doslovů.

## Dílo

### Výběrová bibliografie
- Ýbung-ende, Concordia (2005)
- Prostší motivy, Protis (2007)
- Peking Not Fucking, dybbuk (2008) s limitovaným šestipísničkovým CD 50 let lofi
- Zradidla čili lapy, dybbuk (2012)
- Blázen na hoře, dybbuk (2013)
- Onanie aneb mrzký hřích samohany, dybbuk (2013) s Nelou D. Astonovou
- MUDr. PhDr. Jarmila Beichtenová: Kazuistika pacientů Michala Šandy a Jakuba Šofara – literární anamnéza, Novela bohemica Praha, (2014) s Michalem Šandou
- Azyl pro zamilované aneb Chemical Trails, dybbuk (2019)

### Sestavil
- Poslední slova, Dybbuk (2009)
- 3,14čo! Nakladatelství Petr Štengl (2013) s Michalem Šandou a Petrem Štenglem
- Ve sladké tísni klína. Erotika v české literatuře od počátků po dnešek, Paseka (2016) s Radimem Kopáčem a Josefem Schwarzem
- Po práci legraci. Lexikon lidové tvořivosti z dob socialismu, BizBooks (2016) s Janem Nejedlým
- Po práci legraci II. Lexikon lidové tvořivosti z dob socialismu, BizBooks (2017) s Janem Nejedlým
- Po práci legraci III. Lexikon lidové tvořivosti z dob socialismu, BizBooks (2018) s Janem Nejedlým
- Pijácká čítanka. Alkohol a jeho konzumace slovem i obrazem, Slovart (2018) s Radimem Kopáčem
- Praha v množném čísle, Slovart (2019) s Radimem Kopáčem
- Žďár nad Sázavou, neprojdou!, Moldánky (2019) s Vítem B. Homolkou
- Po práci je pořád legrace. Lexikon lidové tvořivosti z let budování kapitalismu, BizBooks (2020) s Janem Nejedlým
- Praha jinak. Zábavně-poučná procházka novinami a časopisy první republiky, Slovart (2020) s Radimem Kopáčem
- Praga, ciudad de cien rostros, Huso (Madrid) (2020) s Radimem Kopáčem (překlad Kepa Uharte a Jorge Seca Gil)
- Una noche espléndida. Antologia de literatura erótica checa, Huso Madrid (2023) s Radimem Kopáčem (překlad Kepa Uharte)
- PRAGA la plural: antologie de povestiri ale scriitorilor cehi despre Praga, Editura EIKON (2024) s Radimem Kopáčem (překlad Maria Mădălina Mihai)

### Ediční a redaktorská činnost
- Homér: Moriše /cypřiše/, Dauphin (2003)
- Antologie české poezie 1. díl (1966–2006), dybbuk (2009) s Janem Šulcem a Simonou Martínkovou-Rackovou
- Oldřich Mikulášek: Chléb pod sněhem. Publicistické texty, Pulchra (2010) s Josefem Schwarzem
- Pavel Růžek: Bez kůže, dybbuk (2010)
- Pavel Růžek: Bez růže, dybbuk (2011)
- Zuzana Gabrišová: Ráno druhého dne, dybbuk (2015)
- Zuzana Gabrišová: Samá studna, dybbuk (2019)
- Daniel Hradecký: Silážní jámy, dybbuk (2021)
- Milá Mácho. Antologie českých básnířek. ed. Zuzana Gabrišová, Větrné mlýny (2022)
- Karel Šebek: Úzkost je rozkoš. … s posvátným hrncem na hlavě, dybbuk (2022) se Stanislavem Dvorským
- Karel Šebek: Úzkost je rozkoš. … nejsem nebudu nebyl jsem, dybbuk (2023) se Stanislavem Dvorským
- Karel Šebek: Když chcípat, tak správně, dybbuk (2024)

### Pro Ministerstvo kultury České republiky připravil publikace
- New Czech Fiction / Neue tschechische Belletristik, 2010/2011, 2011/2012, 2012/2013, 2013/2014 s Radimem Kopáčem
- New Czech Literature 2015 / Neue tschechische Literatur 2015 s Radimem Kopáčem a Zuzanou Jürgens
- New Czech Literature 2016 / Neue tschechische Literatur 2016

### Zastoupen v antologiích a sbornících
- Jezdec na delfíně. Antologie české erotické literatury 1990–2005, Concordia (2005)
- O fejetonu, s fejetonem, Karolinum (2007)
- Pokusy a dobrodružství: poznámky k eseji, Karolinum (2008)
- Rozhovory o interview, Karolinum (2009)
- O reportážích a reportérech, Karolinum (2010)
- Pohlavní sklony v pořádku? Erotika v kultuře, kultura v erotice (v českém kontextu po roce 1989) Artes Liberales (2011)
- Divočina. Povídky pro DUHU, Novela bohemica Praha (2019)
- Každý ji jinak zná tak bude maskovaná. 66 současných básní o Praze od 56 českých básníků a básnířek, Malvern (2022)
- Teichmann, Novela bohemica Praha (2024)

Pro Knihovnu Matěje Josefa Sychry ve Žďáře nad Sázavou edičně zpracoval čtyři výbory z pozůstalosti žďárského učitele a „písmáka“ Františka Mokrého pod vlastním jménem Vladimír Trojánek:
- Osobnosti (2006)
- Město (2008)
- Ševci a boty (2012)
- Učitel, kronikář, sběratel, bojovník... (2015)

### Spoluautor a editor (pod vlastním jménem Vladimír Trojánek)
- Žďárské střepiny, Vít-Bohumil Homolka (2024), s Vítem-Bohumilem Homolkou (+ František Mokrý: osobní kroniky)